# Placówka Straży Celnej „Szklana Huta”

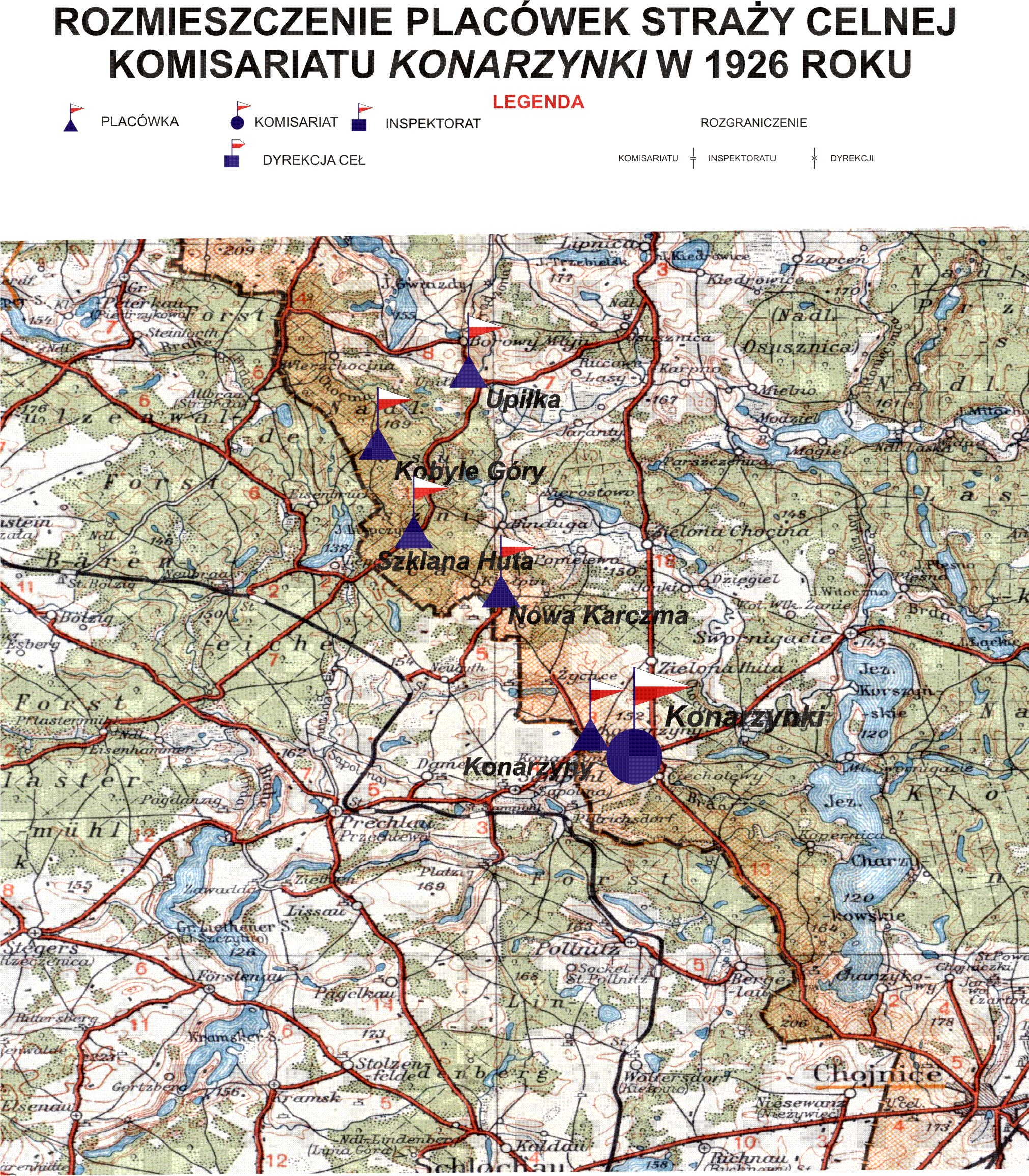
Rozmieszczenie placówek Straży Celnej Komisariatu Konarzynki

Placówka Straży Celnej „Szklana Huta” – jednostka organizacyjna Straży Celnej pełniąca w okresie międzywojennym służbę ochronną na granicy polsko-niemieckiej.

## Formowanie i zmiany organizacyjne
Na wniosek Ministerstwa Skarbu, uchwałą z 10 marca 1920 roku, powołano do życia Straż Celną. Od połowy 1921 roku jednostki Straży Celnej rozpoczęły przejmowanie odcinków granicy od pododdziałów Batalionów Celnych. Proces tworzenia Straży Celnej trwał do końca 1922 roku. Placówka Straży Celnej „Szklana Huta” weszła w podporządkowanie komisariatu Straży Celnej „Konarzynki” z Inspektoratu SC „Chojnice”.
W drugiej połowie 1927 roku przystąpiono do gruntownej reorganizacji Straży Celnej. W praktyce skutkowało to rozwiązaniem tej formacji granicznej. Ochronę północnej, zachodniej i południowej granicy państwa przejęła powołana z dniem 2 kwietnia 1928 roku Straż Graniczna. W strukturach nowo powstałej formacji nie odtworzono placówki „Szklana Huta”.

## Funkcjonariusze placówki
Kierownicy placówki
| stopień          | imię i nazwisko, numer | okres pełnienia służby | kolejne stanowisko |
| ---------------- | ---------------------- | ---------------------- | ------------------ |
| starszy strażnik | Jan Kupczyk (1886)     | był w 1926             |                    |

Obsada personalna placówki w 1926:
- starszy strażnik Jan Kupczyk (1886)
- strażnik Stefan Michalak (390)
- strażnik Leon Klinkosz (2961)
- strażnik Andrzej Łuczak (2483)